# Nationale Masculine 2
A Nationale Masculine 2 (em português:  Nacional Masculino 2), oficialmente conhecido como Championnat de France de basket-ball de Nationale masculine 2 (em português:  Campeonato Francês de Basquetebol Masculino 2) é uma competição nacional organizada pela Federação Francesa de Basquetebol (em francês:  Fédération Française de Basketball) desde 1988.
A liga corresponde ao 2º nível amador, ao mesmo tempo que corresponde ao 4º nível entre as ligas francesas (abaixo da LNB Pro A, LNB Pro B e NM1).

## Títulos
| Nationale 3 - 1988 : ASA Sceaux - 1989 : Bleuets Agen - 1990 : Union Tarbes Lourdes Pyrénées Basket - 1991 : Stade Montois Basket - 1992 : Hagetmau Doazit Chalosse - 1993 : CJF Fleury Les Aubrais - 1994 : Saint-Étienne Basket - 1995 : Saint-Vallier Basket Drôme - 1996 : Union Pontoise-Andrézieux Basket - 1997 : Sablé-sur-Sarthe BC - 1998 : SPO Rouen Basket |  | Nationale 2 - 1999 : Entente Orléanaise 45 - 2000 : SPO Rouen Basket - 2001: Stade Clermontois Basket Auvergne - 2002: Basket Club Longwy Rehon - 2003: Boulazac Basket Dordogne - 2004: Sapela Basket 13 - 2005: ADA Blois Basket - 2006: Lille Métropole Basket Clubs - 2007: Union Pontoise-Andrézieux Basket - 2008: Denek Bat Bayonne Urcuit - 2009: Cognac BB - 2010: Sorgues BC - 2011: Cognac BB - 2012: Saint-Chamond Basket - 2013: E Cergy Osny Pontoise BB - 2014: GET Vosges |